# Aston Upthorpe
Aston Upthorpe är en by och civil parish i South Oxfordshire-distriktet i Oxfordshire i England. Aston Upthorpe ligger ca 6,5 km sydöst om Didcot. 2001 hade byn en befolkning på 190 personer. Byn angränsar till Aston Tirrold.